# PTU機動部隊
《PTU機動部隊》是優酷、英皇娱乐、乐道互娱、新龙门影视聯合製作的警匪電視劇集，由林峯、蔡卓妍及方中信領銜主演，谭耀文、张继聪及温碧霞聯合主演，苑琼丹、林雪、石修及张锦程特别客串。劇集於2019年5月6日在優酷首播，而香港地區則由2019年5月9日起於Viu OTT平台香港地區獨家播出，2023年2月1日起，在HOY TV播出。
此劇集講述警察機動部隊，並進行實景拍攝。

## 故事大綱
由擔任警方臥底6年，最終成功搗毀黑幫後重返警隊的警員高家聲（林峯飾）、PTU女警長何慧玲（蔡卓妍飾）和鐵面無私的警長劉建暉（方中信飾）為主人公而展開的故事。三人在PTU雖然有誤會、矛盾與衝突，但在執行任務、面對瞬間生死後，逐漸建立起真正的同僚友誼，成為了真正的好警察。

## 角色列表

### 西九龍總區機動部隊（PTU）B連
| 演員                | 角色   | 昵称／關係 |
| 林峯                | 高家聲 | 四條、四條哥（他在社團時爆棚對他的專稱） 曾為警方臥底6年，復職後成為PTU B連第2排警員 編號：39892 何慧玲、劉建暉、關文展之下屬 曾擔任臥底混進社團多年並為唐德之手下。在第1集時高家聲被唐德帶到他的倉庫，卻被警察包圍。唐德帶著高家聲逃跑，途中卻被高家聲舉槍對著並揭露了自己實際為警方臥底的身份，高家聲被惱羞成怒的唐德踢倒，懸掛在樓外命懸一線，千鈞一髮之際，警員趕到將唐德制服，而高家聲則被重案組女警長何慧玲救下 郭子成之前下屬（臥底時期），後來由郭子成點醒進入PTU機動部隊重新訓練，高家聲遂恢復警察身份 方心怡的中學同學 張加麗之同事 陳樂生之同事兼好友 詹家豪之同事，與其不和 徐琪之同事 林嘉嘉之前男友，第1集因高家聲背叛林嘉嘉兄長唐德而分手 梁愛秋之子 文麗華之契子 因為在執行任務時被懷疑存在違反警例的行為，進入PTU初期被何慧玲監視自己，後洗脫嫌疑並與何慧玲合作，後為她之下屬 萬彬之情敵 於第30集向何慧玲求婚成功，成為夫妻。 |
| 蔡卓妍              | 何慧玲 | Janet PTU B連第2排警長 編號：28900 關文展之下屬 劉建暉之同事 元灝正之侄女 由郭子成調入PTU以監視高家聲，對高家聲初時不信任，後放下偏見並合作，後為高家聲之上司 張加麗之上司 詹家豪之上司 何守義之女兒 Paul之女友，第3集因為慧玲告訴他自己因為小時候做過手術，沒有辦法生小孩，Paul不能接受而對慧玲惡語相向，兩人大吵一架後分手 於第30集接受高家聲的求婚，成為夫妻。 |
| 方中信              | 劉建暉 | 暉哥 PTU B連第2排警長 編號：26888 前警方臥底 關文展之下屬 何慧玲之同事 高家聲、張加麗、詹家豪之上司 曾為林邦之上司 文麗華之前男友 錢美嫦之夫，後離婚 謝耀榮之天敵 |
| 譚耀文              | 關文展 | 關Sir PTU B連第2排高級督察 何慧玲、高家聲、劉建暉、張加麗、詹家豪之上司 戴富豪之死敵 10年前曾在追捕戴富豪的過程中誤殺何守義 於第15集解開他與何慧玲與何守義有關的心結 |
| 王藝霖 配音：劉曉蔚 | 張加麗 | PTU B連第2排警員 編號：38289 關文展、何慧玲之下屬 高家聲之同事，第3集在廟街槍戰中被高家聲槍傷 劉建暉之下屬 詹家豪、陳樂生、徐琪之同事 暗戀劉建暉 陳樂生之女友 |
| 楊天宇              | 陳樂生 | Happy PTU B連第2排警員 編號：38117 關文展、何慧玲、劉建暉之下屬 高家聲之同事兼好友 張加麗、詹家豪、徐琪之同事 張加麗之男友 |
| 麥亨利              | 詹家豪 | Rex PTU B連第2排警員 關文展、何慧玲、劉建暉之下屬 高家聲之同事，與其不和 張加麗、陳樂生之同事 徐琦之同事兼好友 在PTU和鬼添槍戰時私吞Panda的錢 麗莎(林嘉嘉化名)之男友，曾利用她來陷害高家聲，後分手 於第21集自首入獄 |
| 龐雨濃              | 徐琪   | PTU B連第2排警員 關文展、何慧玲、劉建暉之下屬 高家聲、張加麗之同事 詹家豪之同事兼好友 陳樂生之同事 |
| 凌腓力              | 王偉基 | 基哥 PTU B連第2排警員 何慧玲、張加麗之同事 於第22集被彭炳耀殺害。 |
| 馬睿翰              | 洪天賜 | PTU B連第2排警員 |
| 陳卓賢              |        | PTU警員 |

### 和興盛社團
| 演員                | 角色   | 昵称／關係 |
| 高雄                | 神爺   | 和興盛坐館 謝耀榮之頭目 於第17集登場 於第29集被張樂添殺害                                                                                               |
| 張錦程              | 謝耀榮 | Panda（熊貓） “和興盛”的坐館候選人 神爺之手下 謝永信之兄 張樂添之頭目 劉建暉之天敵 於第20集被張樂添殺害                                                 |
| 馬騤                | 謝永信 | 迷你倉 謝耀榮之弟 張樂添之天敵，於第18集被其刺殺 |
| 趙毅新              | 張樂添 | 鬼添 本劇第二大反派 萬彬之多年好友 謝耀榮之頭馬 謝永信之天敵，於第18集刺殺其 於第20集殺害謝耀榮 於第29集背叛神爺並槍殺他 於第30集被雷飛龍之手下琦琦槍殺 |
| 高琳 配音：顧詠雪   | 羅拉   | Laura 僱傭兵 綁架高家聲 於第7集因未完成任務自爆身亡 |
| 張玉婷 配音：何芷心 | 辛迪   | Cindy 謝耀榮前女友 地下情戀謝永信 |

### 其他演出
| 演員                | 角色   | 昵称／關係 |
| 張繼聰              | 萬彬   | Ben 本劇終極大反派 西九龍總區重案組督察 鐘情何慧玲 高家聲之情敵 林邦之上司 張樂添之多年好友 30年前被雷飛龍在越南南部屠村殺家人 於第27集利用唐德反目成黑 於第30集被雷飛龍槍殺死在何慧玲懷裡 |
| 林雪                | 林邦   | 西九龍總區重案組警長 萬彬之下屬 劉建暉之前下屬 於第27集因萬彬放走唐德事後被唐德槍殺 |
| 曾航生              | 沈sir  | 西九龍總區重案組警員 |
| 石修                | 郭子成 | 高級警司 劉建暉、關文展、何慧玲、高家聲等人之上司 在高家聲擔任臥底時作為其聯絡人，並在第1集點醒迷茫的家聲進入PTU機動部隊重新訓練助家聲恢復警察身份 |
| 盧慶輝              | 陳sir  | 高級警司 |
| 甄志強              | 元灝正 | Gordon 利用馮智策動連環炸彈案 於第12集畏罪自爆身亡 |
| 溫碧霞              | 文麗華 | 麗華姐 酒吧老闆娘 劉建暉之前女友 梁愛秋之結拜姊妹 高家聲之契姨 曾被黑社會人士強暴 |
| 苑瓊丹              | 梁愛秋 | 秋姨 高家聲之母 文麗華之結拜姊妹 於第17集往澳門暫住避風頭 於第21集回港 |
| 羅蘭                | 陳金妹 | 龍婆 於第9集被炸至重傷 於第12集康復出院，但視力大不如前 |
| 曾樂彤              | 方心怡 | 醫院護士 高家聲的中學同學，因記憶所產生的誤會而喜歡高家聲 |
| 鍾淑慧              | 錢美嫦 | 劉建暉之妻，後離婚 |
| 莊思敏              | 杜醫生 | 心理醫生 何慧玲之好友 |
| 杜大偉              | 何守義 | 前警方臥底 戴富豪之好兄弟 何慧玲之父 10年前曾在追捕戴富豪的過程中被關文展誤槍殺 |
| 吳廷燁              | 戴富豪 | 連環殺手狂徒 當年十大通輯犯 綁架何慧玲，其後於第15集被關文展擊斃 |
| 戴耀明              | 癲佬   | 露宿者 認識戴炳耀 於第22集登場 |
| 黃德斌              | 彭炳耀 | 前華籍英兵 越南華裔 的士司機 連環殺警案之兇手。憎恨關文展多年前因槍殺其弟， 作為殺警察的動機。 於第22集登場 於第26集拘捕反抗被高家聲及何慧玲擊斃 |
| 鄭家生              | 魏永勝 | 前華籍英兵 戴炳耀和阿萊之戰友 因懷疑高家聲與何慧玲等同僚協助羅淑芬帶走小雅的緣故而對他們恨之入骨 携走羅淑芬之女兒小雅 於第22集登場 |
| 喬寶寶              | 阿萊   | Rai 尼泊爾人 前華籍英兵 酒吧保安 戴炳耀和魏永勝之戰友 於第23集登場 於第26集被拘捕 |
| 崔錦棠              | 報販   | 槍會會員 王偉基之中學同學 於第23集登場 |
| 陳保元              | 唐德   | TT、T哥（高家聲專稱） 本劇大反派 林嘉嘉之兄 前社團老大 高家聲在社團時的老大，于第1集時唐德帶高家聲到自己的倉庫，卻被警察包圍。唐德帶著高家聲逃跑，途中卻被高家聲舉槍對著並揭露了自己實際為警方臥底的身份，唐德因為被背叛惱羞成怒，把高家聲踢出樓外，高家聲懸掛在樓外命懸一線，最後警員趕到將唐德制服，而高家聲則被重案組女警長何慧玲救下 之後唐德之妹妹林嘉嘉曾經央求高家聲協助劫警車以救唐德，誰知另一班神秘人搶先一步與警方展開槍戰，最後唐德在混亂中被子彈打中頭部陷入重度昏迷，在深切治療部留醫，於第27集蘇醒但失憶，其後恢復。 於第29集被張樂添槍殺 於第30集遺下留言給高家聲告訴萬彬是幕後黑手 出場於第1-2、22、27-30集 |
| 張雅卓 配音：何凱怡 | 林嘉嘉 | TT之妹 高家聲前女友，于第1集因高家聲背叛其兄長唐德而分手，其後於第22集和好 詹家豪前女友（當時林嘉嘉化名麗莎，並被詹家豪利用來陷害高家聲），後分手並自首 於第29集在戲院大打出手唐德拔槍跟高家聲混戰中被誤槍殺 |
| 張敬仁              | 琦琦   | 雷飛龍之手下兼秘書 於第29集登場 |
| 吳岱融              | 雷飛龍 | 本剧幕后大反派 泰國富商 誇國集團CEO 萬彬和張樂添之仇人 於第29集登場（特別客串） 於第30集槍殺萬彬和張樂添，其後發動生化武器事敗被高家聲拘捕 |
| 吳浩康              | Paul   | 何慧玲之男友，于第3集因為慧玲告訴他自己因為小時候做過手術，沒有辦法生小孩，Paul不能接受而對慧玲惡語相向，兩人大吵一架後分手 |
| 馮海銳              | May    | 程朗和馮智的中學同學 程朗之女友 |
| 鄧智堅              | 馮智   | 程朗的中學朋友 連環炸彈案之兇手 于第10集不能接受程朗和May發展地下情在演出期間炸死程朗 于第12集跟May和好選擇自首 |
| 李日朗              | 程朗   | 馮智的中學朋友 流行歌手 於第10集被馮智殺害 |
| 黃建東              |        | 律師 於第1集出场 |

## 音樂
| 歌名                        | 主唱   | 填詞                   | 作曲           | 編曲                   | 製作人         | 監製           |
| --------------------------- | ------ | ---------------------- | -------------- | ---------------------- | -------------- | -------------- |
| 心中的巨人(主題曲)          | 古巨基 | 古巨基、周耀輝、黃仲凱 | Howie@DearJane | 楊鎮邦                 | 舒文@Zoo Music |                |
| All We Need Is Time(片尾曲) | 林峯   | 黃厚霖                 | 鄧智偉         | 鄧智偉、莊冬昕、葉澍暉 |                | 鄧智偉、莊冬昕 |
| Close2U(插曲)               | 林峯   | Fae                    | 鄧智偉         | 鄧智偉、莊冬昕         |                | 鄧智偉、莊冬昕 |
| 城堡(插曲)                  | 麥亨利 | 宋揚                   | 陳子龍         | 陳子龍                 | 陳子龍         |                |

## 製作團隊
| - 總監製：韓志傑 - 總策劃：黎直前、莊卓然、吳倩、張麗娜、謝穎 - 策劃：劉蕾、胡可、魯昭、周淵枚、錢榮威、韓碩 - 總編審：馬曉楠 - 制片：陳德慧 - 營運總監：朱雁、雷國平、張國偉、彌凡 - 營運統籌：楊雪、胡媛媛、張競、陳玲、陳爐坤、朱挺、池海洋、薜曉輝、周丹、裴洋 - 宣傳總監：張珺瑋 - 宣傳統籌：趙如琳、姜萌、王賽英 - 美術總監：鍾志鵬 - 美術指導：曾宇衡 - 攝影指導：黎紅宙 - 剪接總監：黃海 |

## 穿幫鏡頭
| - 第三集-四分十一秒至四分十六秒 軍裝巡邏小隊（簡稱巡邏小隊；英文：Patrol Sub Unit，縮寫：PSU）隊員被拋尸的影子 |

## 外部連結
- 豆瓣电影上《PTU機動部隊》的資料 （简体中文）

| 马来西亚 八度空间 星期一至四 21:30 - 22:30        | 马来西亚 八度空间 星期一至四 21:30 - 22:30       | 马来西亚 八度空间 星期一至四 21:30 - 22:30                 |
| ------------------------------------------------- | ------------------------------------------------ | ---------------------------------------------------------- |
|                                                   | PTU机动部队 （2019年6月26日－2019年8月15日） P13 |                                                            |
| 守百年之约 （2019年5月13日－2019年6月25日）       | 逆行者 （2019年8月19日－2019年10月1日）          |                                                            |
| （重播）星期一至五 10:30 - 11:30                  |                                                  |                                                            |
| 同盟 （重播） （2019年12月18日 － 2020年1月29日） | PTU机动部队 （2020年1月30日 - 2020年3月12日）    | 平安谷之詭谷傳說 （重播） （2020年3月13日 - 2020年4月9日） |

| 新加坡 HUB娛家戲劇台 劇集首映 星期一至五 21:00 - 22:00 | 新加坡 HUB娛家戲劇台 劇集首映 星期一至五 21:00 - 22:00 | 新加坡 HUB娛家戲劇台 劇集首映 星期一至五 21:00 - 22:00 |
| ------------------------------------------------------ | ------------------------------------------------------ | ------------------------------------------------------ |
|                                                        | PTU機動部隊 （2020年1月10日 - 2020年2月20日）          |                                                        |
| 筑梦情缘 （2019年10月18日 - 2020年1月9日）             | 宸汐缘 （2020年2月21日 - 2020年5月14日）               |                                                        |

| 香港 Now華劇台 劇集首映 星期一至五 22:30 - 23:30 | 香港 Now華劇台 劇集首映 星期一至五 22:30 - 23:30 | 香港 Now華劇台 劇集首映 星期一至五 22:30 - 23:30 |
| ------------------------------------------------ | ------------------------------------------------ | ------------------------------------------------ |
|                                                  | PTU機動部隊 （2020年9月15日 - 2020年10月26日）   |                                                  |
| 小歡喜 （2020年7月13日 - 2020年9月14日）         | 玄門大師 （2020年10月27日 - 2020年12月29日）     |                                                  |

| 香港 HOY TV 星期一至五 21:30 - 22:30      | 香港 HOY TV 星期一至五 21:30 - 22:30        | 香港 HOY TV 星期一至五 21:30 - 22:30 |
| ----------------------------------------- | ------------------------------------------- | ------------------------------------ |
|                                           | PTU機動部隊 （2023年2月1日－2023年3月14日） |                                      |
| 風起霓裳 （2022年12月7日－2023年1月31日） | 大宋宮詞 （2023年3月15日－2023年6月7日）    |                                      |

| 香港 有線綜合娛樂台 星期一至五 11:00 - 12:00及20:30 - 21:30 | 香港 有線綜合娛樂台 星期一至五 11:00 - 12:00及20:30 - 21:30 | 香港 有線綜合娛樂台 星期一至五 11:00 - 12:00及20:30 - 21:30 |
| ----------------------------------------------------------- | ----------------------------------------------------------- | ----------------------------------------------------------- |
|                                                             | PTU機動部隊 （2023年3月15日 - 2023年4月25日）               |                                                             |
| 女王之家 （2023年2月9日 - 2023年3月14日）                   | 臥底 （2023年4月26日 - 2023年5月31日）                      |                                                             |